# Thomas Troubridge
Pour les articles homonymes, voir Troubridge.
Thomas Troubridge (vers 1758 - 1er février 1807), 1er baronnet, est un officier de marine et homme politique britannique des XVIIIe et XIXe siècles. Il sert dans la Royal Navy durant les guerres de la Révolution française et participe notamment à la bataille du cap Saint-Vincent et la bataille d'Aboukir.

## Biographie
Troubridge étudie à la St Paul's School de Londres. Il entre dans la Royal Navy en 1773 et, avec Nelson, il sert dans les Indes orientales à bord de la frégate Seahorse. En 1785, il rentre en Angleterre à bord du Sultan comme flag-captain de l'amiral Sir Edward Hughes. Il reçoit le commandement de la frégate Castor en mai 1794, lui et son navire sont capturés par les Français alors qu'ils escortent un convoi marchand, mais ils sont libérés peu de temps après. À son retour, il reçoit le commandement du HMS Culloden, un vaisseau de ligne de 3e rang, il est le premier de la ligne britannique à la bataille du cap Saint-Vincent, il est loué pour son courage et ses initiatives par l'amiral Jervis. En juillet 1797, il seconde Nelson lors de son attaque avortée de Santa Cruz de Tenerife, et en août 1798, alors qu'il était en position d'attaquer la flotte française, le Culloden s'échoue sur un banc de sable à l'entrée de la baie d'Aboukir et il ne peut donc pas prendre part à la bataille du Nil qui suit. À la demande de Nelson, il reçoit néanmoins une médaille d'or commémorant la victoire des Britanniques.
Il sert ensuite en Méditerranée et est créé baronnet en 1799; entre 1801 et 1804 il est l'un des Lord de l'Amirauté, et est fait Rear-Admiral juste avec qu'il ne prennent sa retraite. En 1805, Troubridge est nommé commandant de l'East Indies Station et il se rend sur place à bord du Blenheim. À son arrivée, la zone passe sous l'autorité de la Cape Station. Il quitte Madras en janvier 1807 pour le Cap de Bonne-Espérance cependant, au large de Madagascar, le Blenheim, qui était vieux et endommagé, est pris dans une tempête tropicale et fait naufrage. Tous les membres d'équipage meurent noyés.

## Sources et bibliographie
- (en) Cet article est partiellement ou en totalité issu de l’article de Wikipédia en anglais intitulé « Sir Thomas Troubridge, 1st Baronet » (voir la liste des auteurs).
- (en) Charles Kidd, David Williamson, Debrett's Peerage and Baronetage, édition de 1990, New York, St. Martin's Press, 1990.